# Manuel Freire Barbosa da Silva
Manuel Freire Barbosa da Silva, primeiro e único barão de Taquaretinga (Recife, 1825 – Recife, 1 de setembro de 1897), foi um nobre brasileiro.
Proprietário do Engenho Sete Ranchos, Amaraji - PE. Parente de Manuel Barbosa da Silva, Barão de Limoeiro. Casou-se com [...] Bandeira de Mello e não deixaram descendência.
Foi agraciado barão por decreto de 16 de dezembro de 1882.